# Flores amarillas
«Flores Amarillas» es una canción interpretada por la actriz y cantautora argentina Florencia Bertotti, lanzada como sencillo de la banda sonora de la segunda temporada de la telenovela juvenil e infantil Floricienta.

## Información

### Lanzamiento
La canción fue interpretada por primera vez por la actriz y cantante Florencia Bertotti para la banda sonora de la segunda temporada de la telenovela infantil-juvenil Floricienta del álbum homónimo, lanzado al mercado el 6 de abril de 2005, interpretado en vivo por primera vez en la presentación del disco en el Palacio Alsina y también en el programa de Susana Giménez. 

### Producción
El tema fue compuesto por María Cristina De Giacomi junto con Carlos Nilson y fue grabado durante el rodaje de la segunda temporada de Floricienta.

## Impacto cultural
Flores Amarillas se convirtió en la canción más exitosa e influyente de la telenovela y para muchos una de las mejores y más exitosas canciones creadas por Cris Morena. Impactó notablemente en la cultura popular y fue una de las canciones más escuchadas de América Latina en los años 2000' hasta la actualidad, siendo considerado por muchos aficionados del programa como el «himno de Floricienta». Debido a su gran popularidad tuvo series de versiones realizadas en Argentina y otros países.

## Video musical
En el vídeo musical aparece Florencia Bertotti interpretando a una camarera en un bar estilo americano de los años 60, haciendo referencia a una joven que trabaja incansablemente esperando a que su amor venga a buscarla con un ramo de flores amarillas. El clip fue rodado en el restaurant Trixie, en Av. Costanera, durante marzo del 2005. 
En el vídeo aparece Bertotti junto a Fabio Di Tomaso.

## Versiones
- «Flores Amarillas (remix)» interpretada por Florencia Bertotti lanzada como sencillo en 2019.

- «Flor Amarella» versión portuguesa, interpretada por la actriz y cantante Luciana Abreu para Floribella (Portugal).

- «Flores Amarelas» versión brasileña, interpretada por Juliana Silveira para Floribella (Brasil).

- «Flores Amarillas» interpretada por Eiza González para Lola, érase una vez, versión mexicana de Floricienta.

- «Flor se sienta» parodia de la canción realizada en el programa Showmatch en 2005, interpretada por Naím Sibara.

- Durante 2013, se realizó una versión de «Flores Amarillas» para la serie para adolescentes Aliados (otra producción de Cris Morena) interpretada por Oriana Sabatini y Mariel Percossi.
- «Flores Amarillas» versión interpretada por la actriz y cantante Mora Bianchi para la serie Margarita, secuela de Floricienta.[9]